# Liolaemus gununakuna
Liolaemus gununakuna este o specie de șopârle din genul Liolaemus, familia Tropiduridae, descrisă de Avila în anul 2004. Conform Catalogue of Life specia Liolaemus gununakuna nu are subspecii cunoscute.